# 田中宏枝
田中 宏枝（たなか ひろえ、1980年9月21日 -）は、元テレビ静岡のアナウンサーである。

## 来歴・人物
静岡県西遠女子学園中学校・高等学校を経て、早稲田大学第一文学部卒業後入社。同期のアナウンサーは、近藤英恵。フリーアナウンサーの小川綾乃は、西遠女子学園中学校・高等学校の同級生。
中学校及び高等学校の国語科教員免許を持っている。趣味はダイエットと旅行、特技は早起き。
『テレビ静岡スーパーニュースを曜日交替で担当していた橋口文恵（2007年退社）とは、早稲田大学のゼミでも先輩と後輩の間柄で、容姿も似ていたことから視聴者から顔を見間違えられる事が多々あった。その橋口からは地上デジタル放送推進大使職を引き継いでいる。
在籍中に結婚し、2011年3月をもって退社。その後フリーアナウンサーに転向、タレントオフィスともだち所属となる。

## 過去の担当番組
- FNNテレビ静岡スーパーニュース - 月～水ニュースキャスター（2004年4月 - 2007年3月は木・金担当）
- テレしず通りパロパロ - リポーター
- チョッと!いいタイム - リポーター
- HOT6GOGO - MC